# Црква Светог пророка Илије у Бачевцима
Црква Светог пророка Илије у Бачевцима, насељеном месту на територији општине Бајина Башта, припада Епархији шабачкој Српске православне цркве.
Црква посвећену Светом пророку Илији, по предању, подигнута је на месту некадашњег манастира који је порушен за време Турака. Саграђена је 1934. године, а епископ шабачки Симеон Станковић је храм освештао 14. новембра 1935. године.